# 金門戰地文化
金門戰地文化是指中華民國金門縣自1949年至1992年間，經歷「熱戰」到「冷戰」而保留下的無形與有形戰爭文化遺址。

## 歷史背景
金門在1949年後，因中國內戰，國共隔海對峙。其中共軍在金門古寧頭一帶發動登陸戰遭擊退，為「古寧頭戰役」。1958年8月23日起共軍又對金門發動猛烈砲擊，為「八二三砲戰」。此後金門被台灣當作保障安全的第一道防線，長期的戰備使金門島上處處是防禦工事，如戰地坑道、軌條砦、播音站、播音器及戰役紀念館等。又因為軍隊進入金門後，常借住於民宅，致使軍民關係非常密切。另台灣銀行從民國四十一年五月一日（1952年）發行限「金門通用」新台幣，有別於台灣本島之貨幣。
1992年解除戰地政務後，金門被規劃成為國家公園，使該區豐富的文化資產及特殊戰地文化得以保存。

## 遺跡
1949至1992年間，金門、馬祖二地為了戰爭的需要有著不一樣的建築，解嚴後成為觀光景點。八二三砲戰為躲避砲火攻擊，建有翟山坑道、九宮坑道，作為補給民生物資的通道，同時也是官兵𥨊室。其內原本夏季潮濕、冬季寒冷，現轉型為紀念品販賣中心後，已有空調設施。
另一遺跡是碉堡。如1979年在位於金門西北角的古寧頭，以仿古碉堡的型式建立了「古寧頭戰史館」，以紀念1949年在此地發生、影響日後數十年台海情勢的古寧頭戰役。

## 文化景觀
位於金門縣的戰地文化景觀為「大膽二膽」，於2013年11月28日依據臺灣的《文化資產保存法》登錄公告，於文化資產登錄類型屬於軍事設施種類的文化景觀。此地在冷戰時期歷經過多項戰事，包括「古寧頭戰役」、「大二膽戰役」、「九三砲戰」、「八二三砲戰」及「六一七砲戰」等。為防禦考量，建立了訓練、情報單位、軍事民防、阻絕、地下坑道、軍人公墓、紀念、醫療消費市街等設施:86-88，還有政治作戰播音站、播音牆、心戰牆及空飄站等外部政經設施，是一個「後戰地時期」的歷史場域。

## 集體記憶
在1949至1992年間長達45年的軍事統治下，金門的空間環境與社會生活被軍事化得非常全面。冷戰時期，由於金門重要的戰略地位，防禦工事的建構成為首要計畫，在長期的軍事化過程中，金門建造了多元化及數量眾多的軍事設施，包括戰鬥及防禦設施、訓練設施、交通系統及運補設施及大量興建避難坑道:87。
除了硬體的避難設施及戰爭設備等軍事空間的大量興建外，民防自衛隊的編組動員、全面灌輸反共的精神教化等，亦為金門特殊戰地文化的重要部分。
建立以軍領政的戰時體制，金門縣政府受金門戰地政務委員會指揮監督，負責推行戰地政務工作，以因應隨時可能爆發的軍事衝突。此外，金門地區發行自己的貨幣，也算是金門戰地經濟上的一項特色。
政府以政治、教化、經濟與軍事等四大層面進行全面的社會控制、意識形態教化、經濟建設及軍事動員等，集中向心力向外抵禦中國共產黨突發的軍事攻擊，向內抑制反對聲音、集中維權以全面掌控戰地情勢:81。亦藉此凝聚全島軍民向心力，將金門塑造為反共堡壘，營造全民皆兵景象，戰地生活經驗成為全島軍民的一種集體記憶。
1992年戰地政務的解除以及隨後的撤軍，於金門留下各式有形與無形的戰地文化景觀。

## 世界遺產
2009年文建會召開「世界遺產推動委員會」，將「金門島與烈嶼」合併馬祖調整為「金馬戰地文化」。2010年「世界遺產推動委員會」，為更能呈現兩地不同文化屬性、特點，決議將「金馬戰地文化」修改為「金門戰地文化」及「馬祖戰地文化」。金門戰地文化保留「熱戰」到「冷戰」歷史的見證，是臺灣文化部表列的臺灣世界遺產潛力點18項之1，金門的傳統閩南式建築群、僑居地式「洋樓」建築、軍事遺構、特殊的生態景觀等，符合世界遺產登錄標準具有傑出普世價值第二至第五項。